# Schwanzwort
Ein Schwanzwort oder Endwort (engl. foreclipping) ist ein Kurzwort, das aus dem Wortende (Wortschwanz) eines Ursprungswortes gebildet wird. Die Abtrennung erfolgt meistens an einer Silbengrenze. Der Gegenbegriff zum Schwanzwort ist „Kopfwort“ (aus dem Wortkopf gebildet).

## Beispiele
- Bus < Omnibus
- Bot < Robot
- Cello < Violoncello
- Fax < Telefax